# Пітер Генрі (славіст)

Пітер Генрі

Пітер Генрі (англ. Peter Henry) — відомий славіст, професор, філолог Оксфордського університету, співавтор монографії про донецького письменника XIX ст. В. М. Гаршина. Народився 23 квітня 1926 року в Німеччині. Сім'я у 1933 році переїздить в Англію. Все життя П. Генрі пов'язане з цією країною. Працював в Глазькому та Оксфордському університетах. Почесний професор, редактор, шеф-редактор філологічних та літературознавчих видань. Досліджує творчість В. Гаршина, А. Чехова і В. Паустовського. Почесний доктор філології Донецького національного університету (2002 р.).